# كلايد دافنبورت
كلايد دافنبورت (بالإنجليزية: Clyde Davenport)‏ هو عازف كمان ‏ أمريكي، ولد في 21 أكتوبر 1921.

## وصلات خارجية
- كلايد دافنبورت على موقع ميوزك برينز (الإنجليزية)
- كلايد دافنبورت على موقع أول ميوزيك (الإنجليزية)